# Спирка за непознати
„Спирка за непознати“ е български игрален филм (драма) от 1988 година на режисьора Иван Росенов, по сценарий на Петър Искренов. Оператор е Светлана Ганева. Музиката във филма е композирана от Божидар Петков. Художник Петър Горанов.

## Актьорски състав
- Катя Паскалева – Каката Мария
- Антон Радичев – затворникът Иван
- Стефан Мавродиев – Кметът на Жълтуша
- Александър Коцев – Сашко
- Никола Тодев – Козарят
- Венцислав Илиев
- Димитър Милев
- Асения Краева